# إدي هاتشينسون
إدي هاتشينسون (بالإنجليزية: Eddie Hutchinson) هو لاعب كرة قدم بريطاني في مركز الوسط، ولد في 23 فبراير 1982 في كينغستون ‏ في المملكة المتحدة. لعب مع أكسفورد يونايتد وإيستبورن بوروه ونادي برينتفورد ونادي كرولي تاون.

## وصلات خارجية
- إدي هاتشينسون على موقع قاعدة بيانات كرة القدم.إي يو (الإنجليزية)
- إدي هاتشينسون على موقع Soccerbase.com (لاعب) (الإنجليزية)
- إدي هاتشينسون على موقع Soccerway.com (الإنجليزية)